# Медаль Гвардии Дэвиса
Медаль Гвардии Дэвиса (англ. Davis Guards Medal) — военная награда, вручавшаяся жителями Хьюстона, учреждённая через несколько недель после сражения при Сабинском перевале (8 сентября 1863 года). Автором награды является отец Кезар — настоятель католической церкви в городе во время Гражданской войны в США. Единственная медаль Конфедеративных Штатов Америки.

## История
Медаль Гвардии Дэвиса была вручена жителями Хьюстона через несколько недель после сражения при Сабинском перевале служащим роты F («Гвардии Дэвиса») 1-го Техасского тяжелого артиллерийского полка (Кука), младшему лейтенанту Н. В. Смиту из инженерного корпуса; и ассистенту хирурга Джорджу Х. Бейли. Некоторое время спустя президент Джефферсон Дэвис также посетил это место, ему изготовили и вручили ещё одну медаль.
Медали представляли собой серебряный мексиканский доллар, каждая сторона которого была сглажена и имела гравировку. На реверсе были буквы «D» и «G», под ними грубый лапчатый крест. На реверсе медали курсивом было написано в три строки «Sabine Pass/Sept. 8th/1863». Граница с каждой стороны обозначена линией, расположенной примерно в одной восьмой дюйма от края, к которому от неё идут косые полоски. Подвешивалась на петлю.
8 февраля 1864 года все члены артиллерийской роты также получили «благодарность Конгресса Конфедерации».

## В музейных выставках
Известно о существовании трёх экземпляров медали. Они были выставлены в Музее гражданской войны в США, Музее Буллока и Музее вооружённых сил Техаса.

## Известные награждённые
- Джефферсон Дэвис
- Ричард Доулинг[англ.]